# Yuriy Maksimov
Yuriy Vilíovich Maksimov (Jersón, Unión Soviética, 8 de diciembre de 1968) es un exfutbolista ucraniano que se desempeñaba como mediocampista. Actualmente ejerce de entrenador.

## Clubes
| Club                     | País            | Año       | Partidos | Goles |
| FC Krystal Jersón        | Unión Soviética | 1989      | 7        | 1     |
| SC Tavriya Simferopol    | Unión Soviética | 1989-1990 | 49       | 5     |
| FC Krystal Jersón        | Ucrania         | 1991      | 48       | 27    |
| FC Dnipro Dnipropetrovsk | Ucrania         | 1992-1994 | 84       | 20    |
| FC Dinamo Kiev           | Ucrania         | 1995-1997 | 65       | 23    |
| SV Werder Bremen         | Alemania        | 1997-2001 | 67       | 9     |
| SV Waldhof Mannheim      | Alemania        | 2001-2002 | 27       | 3     |
| FC Rostov                | Rusia           | 2003      | 18       | 2     |
| FC Borysfen Boryspil     | Ucrania         | 2003-2004 | 8        | 4     |
| PFK Metalurg Zaporizhia  | Ucrania         | 2004-2005 | 9        | 1     |

- Datos: Q1369609
- Multimedia: Yuriy Maksymov / Q1369609